# Gulltjärnen, Jämtland
Gulltjärnen är en sjö i Åre kommun i Jämtland och ingår i Indalsälvens huvudavrinningsområde.